# Gottfried Renatus Häcker
Gottfried Renatus Häcker (* 29. Juli 1789 in Barby; † 7. Oktober 1864 in Lübeck) war ein deutscher Apotheker, Botaniker und Konservator. Sein offizielles botanisches Autorenkürzel lautet „Haecker“.

## Leben
Gottfried Renatus Häcker war der Sohn des Kaufmanns Christian Gottlieb Häcker (1747–1830) in Barby. Er besuchte zunächst die Schule der Herrnhuter Brüdergemeine in Niesky und dann das Gymnasium in Barby. Er schloss das Gymnasium in Barby jedoch aufgrund wirtschaftlicher Schwierigkeiten der Brüdergemeinde nicht ab und machte stattdessen 1806 eine Lehre als Beutler, fand jedoch im erlernten Beruf keine Anstellung. Nachdem er eineinhalb Jahre in der Steinmetzwerkstatt seines Bruders gearbeitet hatte, begann er 1812 eine Apothekerlehre bei seinem Schwager in Jerichow. Nach Abschluss dieser zweiten Lehre und dem in Magdeburg bestandenen Examen befasste er sich mit dem Studium der Mineralogie und der Botanik. Er unternahm Studienreisen nach Süddeutschland, in die Schweiz und nach Italien, auf denen er Pflanzen und Mineralien sammelte. 1824 nahm er eine Anstellung als Apothekergehilfe und Laborant in Lübeck bei dem Apotheker Franz Friedrich Kindt in der Kleinen Apotheke an, wo er bis zu dessen Tod 1856 blieb. 
Häcker war schon eine Zeit ehrenamtlicher Vorstand der von der Gesellschaft zur Beförderung gemeinnütziger Tätigkeit unterhaltenen Naturaliensammlung in Lübeck gewesen und wurde 1859 erster bezahlter Konservator der Sammlungen, die später den Grundstock des Museums am Dom bildeten. Er machte sich besonders im botanischen Bereich der Sammlung aber auch um die Mineraliensammlung verdient, interessierte sich aber auch für die Bryologie und stand über Moose mit Karl Moritz Gottsche, Johann Bernhard Wilhelm Lindenberg und Ernst Hampe in Kontakt. Er verfasste bereits 1844 die über 900 Pflanzenbeschreibungen umfassende Lübeckische Flora als Bestimmungsbuch und zahlreiche Beiträge zu den Werken von Ludwig Rabenhorst, Ludwig Reichenbach und Ernst Ferdinand Noltes Flora von Schleswig-Holstein. Sein vollständiges Lübecker Herbar wurde nach seinem Tod für die Lübecker Sammlungen der Gesellschaft zur Beförderung gemeinnütziger Tätigkeit erworben; es verbrannte mit dem Museum beim Luftangriff auf Lübeck 1942.
Aus seiner 1832 geschlossenen Ehe mit der Lübeckerin Elisabeth Auguste Friederike Herrenquist (1807–1892) ging ein Sohn hervor.
Zahlreiche Arten wurden mit dem Zusatz haeckeriana nach ihm benannt.

## Schriften
- Lübeckische Flora. Friedr. As[s]chenfeldt, Lübeck 1844, S. 376, (Digitalisat)
- Zusätze und Verbesserungen zur Lübecker Flora. In: Archiv des Vereins der Freunde der Naturgeschichte in Mecklenburg. 11. Jg., 1857, S. 133–135, (Digitalisat)